# Раджгарх (княжество)

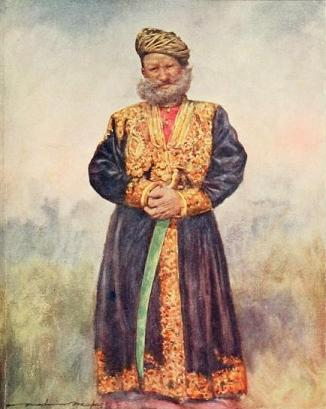
Раджпут из Рапджгарха

Княжество Раджгарх (хинди राजगढ़) — туземное княжество Британской Индии, названное в честь своей столицы Раджгарх, штат Мадхья-Прадеш. Оно был частью колониального Бхопальского агентства в составе Центрального Индийского Агентства во время британского владычества.
В 1901 году площадь княжества Раджгарх составляла 2492 квадратных километра (940 квадратных миль), а население — 88 376 человек. Предполагаемый доход — 33 000 рупий (1911); дань (династии Шинде из Гвалиора) — 3640. В 1901 году государственный доход достиг 450 000 рупий, а личный кошелек — 140 000 рупий. Основными предметами торговли были зерно и опиум.

## История
Существовало государство-предшественник, известное как Уматвара, вождь которого получил княжеский титул рават (эквивалент раджи) в 1448 году.
В 1681 году государство Уматвара было разделено на княжества Раджгарх и Нарсингхгарх между двумя сыновьями Равата Чхатара Сингха, Раватом Мохан Сингхом и Раватом Парасрамджи. Дочь Мриналини бежала в Гималаи и назвала свое новое место жительства (в нынешнем штате Химачал-Прадеш) также Раджгархом.
После обретения Индией независимости в 1947 году последний правящий раджа Раджгарха присоединился к индийскому правительству 15 июня 1948 года. Раджгарх стал частью штата Мадхья-Бхарат, который был образован из княжеских государства западной половины Центрального Индийского Агентства. В 1956 году Мадхья-Бхарат был объединен в штат Мадхья-Прадеш.

## Правители
Его главы государства использовали титулы рават (титул) (эквивалент — раджа) до 1872 года и после того, как один наваб (Раджа Моти Сингх принял ислам) принял ислам в 1880 году, а с 1886 года — раджа.

### Раваты
- 1638 — 14 апреля 1714: Мохан Сингх (? — 1714)
- 1714—1740: Амар Сингх
- 1740—1747: Нарпат Сингх
- 1747—1775: Джагат Сингх
- 1775—1790: Хамир Сингх
- 1790—1803: Пратап Сингх
- 1803—1815: Притхви Сингх
- 1815—1831: Ньюал Сингх (? — 1831)
- 1831—1872: Рават Моти Сингх (1814—1880)

### Наваб
- 1872 — октябрь 1880: Мохаммад Абд аль-Васих Хан (1814—1880) (ранее Рават как Рават Моти Сингх)

### Раваты
- 1880—1882 Бахтавар Сингх (? — 1882)
- 6 июля 1882 — 1 января 1886: Бальбхадра Сингх (1857—1902)

### Раджи
- 1 января 1886 — январь 1902: Бальбхадра Сингх (1857—1902)
- 20 января 1902 — 9 января 1916: Бэйн Сингх (1857—1916), с 1 января 1908 года — сэр Бэйн Сингх
- 20 августа 1908 — 21 ноября 1940: Рам Сингх (линия в Химачал-Прадеше)
- 17 января 1916 — 26 октября 1936: Бирендра Сингх (1878—1936), с 1 января 1918 года — сэр Бирендра Сингх
- 18 декабря 1936 — 15 августа 1947: Бикрамадитья Сингх (род. 1936)
- 21 ноября 1940 — 15 августа 1947: Рам Чаран Сингх (линия в Химачал-Прадеше).